# Lajos Kű
Lajos Kű (* 5. Juli 1948 in Székesfehérvár) ist ein ehemaliger ungarischer Fußballspieler, der vorwiegend als Linksaußen und gelegentlich im Mittelfeld agierte.

## Laufbahn

### Vereine
Kű begann seine Laufbahn im Nachwuchsbereich seines Heimatvereins Videoton SC Székesfehérvár, bei dem er 1967 auch seinen ersten Profivertrag erhielt.
Anfang 1969 wechselte Kű zu Ungarns populärstem Verein Ferencváros Budapest, bei dem er bis 1974 blieb und mit dem er zweimal den ungarischen Pokalwettbewerb gewann. Nach zwei weiteren Stationen in Budapest für den Vasas SC und den Volán FC verließ Kű sein Heimatland und heuerte beim FC Brügge an. Mit den Blau-Schwarzen gewann Kű die Meisterschaft der Saison 1977/78 und war ebenfalls dabei, als der Club Brugge zum bisher einzigen Mal in der Vereinsgeschichte das Finale um den Europapokal der Landesmeister gegen den FC Liverpool erreichte. In diesem spielte Kű bis zu seiner Auswechslung in der 60. Minute und erlebte somit das „Tor des Tages“ durch Kenny Dalglish, das Brügges Finalniederlage besiegelte, nicht mehr auf dem Spielfeld.
Nach einem Abstecher in die Vereinigten Staaten zu den Buffalo Stallions kehrte Kű nach Europa zurück und spielte in Österreich für den SC Eisenstadt und den FC Mönchhof, bei dem er seine aktive Laufbahn ausklingen ließ.

### Nationalmannschaft
Im Jahr 1972 bestritt Kű alle seine 8 Länderspieleinsätze für die ungarische Fußballnationalmannschaft, für die er sowohl bei der Fußball-Europameisterschaft 1972 als auch beim olympischen Fußballturnier 1972 zum Einsatz kam.
Seinen einzigen Länderspieltreffer erzielte er in der EM-Endrunde 1972 im Spiel um den dritten Platz, das 1:2 gegen Belgien verloren wurde. Es war zugleich der einzige Treffer der Ungarn in der Endrunde. Bei Olympia 1972 erreichte Ungarn das Finale, das nach einer 1:0-Pausenführung 1:2 gegen Polen verloren wurde.

## Erfolge

### Vereine
Ferencváros
- Ungarischer Pokalsieger: 1972 und 1974

FC Brügge
- Belgischer Meister: 1978
- Europapokalfinalist: 1978 (Europapokal der Landesmeister)

### Nationalmannschaft
- Olympische Silbermedaille: 1972